# Список островов, открытых русскими в Океании и Антарктике
В список островов, открытых русскими в Океании и Антарктике, включены острова, атоллы и рифы, открытые русскими мореплавателями в Тихом океане (к югу от 31 градуса с.ш.) и в Антарктике в XIX веке.
Основные открытия были сделаны во время:
- Первой русской кругосветной экспедиции 1803—1806 годов (Иван Фёдорович Крузенштерн на шлюпе «Надежда» и Юрий Фёдорович Лисянский на шлюпе «Нева»);
- Первой русской научной кругосветной экспедиции 1815—1818 годов (О. Е. Коцебу на бриге «Рюрик»);
- Первой русской антарктической экспедиции (экспедиция Беллинсгаузена и Лазарева) 1819—1821 годов;
- Третьей русской кругосветной экспедиции 1823—1826 годов (О. Е. Коцебу на шлюпе «Предприятие»);
- Кругосветной экспедиции корвета «Скобелев» под командованием В. В. Благодарева в 1883—1885 годах.

## Океания

### Острова, атоллы и рифы, открытые в Океании
| #  | Название                                                             | Положение                                                                                                   | Когда и кем открыт                                      | Назван в честь | Современная принадлежность                 |
| -- | -------------------------------------------------------------------- | --- | ------------------------------------------------------- | --- | ------------------------------------------ |
| 1  | Остров Александра (Ракаханга)                                        | Северная группа островов Кука 10°03′ ю. ш. 161°06′ з. д.                                                    | 1820, Экспедиция Беллинсгаузена и Лазарева              | Великий князь (с 1855 года император) Александр Николаевич (1818—1881)                                                          | Острова Кука                               |
| 2  | Атолл Аракчеева (Малоэлап)                                           | Цепь Ратак, Маршалловы острова 8°45′ с. ш. 171°05′ в. д.                                                    | 10 февраля 1817, О. Е. Коцебу, бриг «Рюрик»             | Генерал от артиллерии граф Алексей Андреевич Аракчеев (1769—1834)                                                               | Республика Маршалловы Острова              |
| 3  | Остров Аракчеева (Ангатау, Фангатау)                                 | Острова Россиян 15°51′ ю. ш. 140°49′ з. д.                                                                  | 1820, Экспедиция Беллинсгаузена и Лазарева              | Генерал от артиллерии Алексей Андреевич Аракчеев (1769—1834)                                                                    | Французская Полинезия                      |
| 4  | Атолл Барклай-де-Толли (Рароиа)                                      | Острова Россиян 15°56′ ю. ш. 142°12′ з. д.                                                                  | 24 июля 1820, Экспедиция Беллинсгаузена и Лазарева      | Генерал-фельдмаршал князь Михаил Богданович Барклай-де-Толли (1761—1818)                                                        | Французская Полинезия                      |
| 5  | Остров (атолл) Беллинсгаузена (Моту-Оне)                             | Подветренные острова в архипелаге Острова Общества 15°30′ ю. ш. 155°00′ з. д.                               | 7 апреля 1824, О. Е. Коцебу, шлюп «Предприятие»         | Фаддей Фаддеевич Беллинсгаузен (1778—1852)                                                                                      | Французская Полинезия                      |
| 6  | Атолл Витгенштейна (Факарава)                                        | Острова Россиян 16°21′ ю. ш. 145°33′ з. д.                                                                  | 29 июля 1820, Экспедиция Беллинсгаузена и Лазарева      | Генерал от инфантерии граф Пётр Христианович Витгенштейн (1768—1843)                                                            | Французская Полинезия                      |
| 7  | Атолл Волконского (Такуме)                                           | Острова Россиян 15°47′ ю. ш. 142°11′ з. д.                                                                  | 24 июля 1820, Экспедиция Беллинсгаузена и Лазарева      | Начальник Главного штаба князь Пётр Михайлович Волконский (1776—1852)                                                           | Французская Полинезия                      |
| 8  | Остров (атолл) Восток                                                | Острова Лайн (Центральные Полинезийские Спорады) 10°05′ ю. ш. 152°23′ з. д.                                 | 1820, Экспедиция Беллинсгаузена и Лазарева              | Экспедиционный корабль шлюп «Восток»                                                                                            | Республика Кирибати                        |
| 9  | Атолл Гагемейстера (Апатаки)                                         | Острова Россиян 15°22′ ю. ш. 146°22′ з. д.                                                                  | 1830, Л. А. Гагемейстер (1780—1833), шлюп «Кроткий»     | Капитан шлюпа «Кроткий» капитан II ранга Леонтий Адрианович Гагемейстер (1780—1833)                                             | Французская Полинезия                      |
| 10 | Атолл Гейдена (Ликиеп)                                               | Цепь Ратак, Маршалловы острова 9°52′ с. ш. 169°10′ в. д.                                                    | ноябрь 1817, О. Е. Коцебу, бриг «Рюрик»                 | Военный губернатор и главный командир Свеаборгского порта капитан-командор Логин Петрович Гейден (1773—1850)                    | Республика Маршалловы Острова              |
| 11 | Остров Грейга (Ниау)                                                 | Острова Россиян 16°02′ ю. ш. 146°22′ з. д.                                                                  | 30 июля 1820, Экспедиция Беллинсгаузена и Лазарева      | Командующий Черноморским флотом вице-адмирал Алексей Самуилович Грейг (1775—1845)                                               | Французская Полинезия                      |
| 12 | Атолл Ермолова (Таэнга)                                              | Острова Россиян 16°22′ ю. ш. 143°06′ з. д.                                                                  | 26 июля 1820, Экспедиция Беллинсгаузена и Лазарева      | Генерал от инфантерии Алексей Петрович Ермолов (1777—1861)                                                                      | Французская Полинезия                      |
| 13 | Остров Крафта (Тауш)                                                 | Архипелаг Довольных Людей в архипелаге Бисмарка, у побережья острова Новая Гвинея 5°07′ ю. ш. 145°50′ в. д. | 1883, В. В. Благодарев, «Скобелев»                      | Член экипажа штурман мичман Евгений Карлович Крафт (1861 — не ранее 1937)                                                       | Папуа — Новая Гвинея                       |
| 14 | Атолл Крузенштерна (Аилук)                                           | Цепь Ратак, Маршалловы острова 10°20′ с. ш. 170°00′ в. д.)                                                  | 28 февраля 1817, О. Е. Коцебу, бриг «Рюрик»             | Иван Фёдорович Крузенштерн (1770—1846)                                                                                          | Республика Маршалловы Острова              |
| 15 | Атолл Крузенштерна (Тикехау)                                         | Острова Пализер в архипелаге Туамоту 14°59′ ю. ш. 148°10′ з. д.                                             | 25 апреля 1816 О. Е. Коцебу, бриг «Рюрик»               | Иван Фёдорович Крузенштерн (1770—1846)                                                                                          | Французская Полинезия                      |
| 16 | Риф Крузенштерна                                                     | Подветренные Гавайские острова к югу от атолла Мидуэй 22°20′ с. ш. 175°50′ з. д.                            | 1805, Ю. Ф. Лисянский, шлюп «Нева»)                     | Иван Фёдорович Крузенштерн (1770—1846)                                                                                          | Риф-призрак. Существование сомнительно.    |
| 17 | Атолл Кутузова (Макемо)                                              | Острова Россиян 16°37′ ю. ш. 143°35′ в. д.                                                                  | 15 [27] июля 1820, Экспедиция Беллинсгаузена и Лазарева | Генерал-фельдмаршал князь Михаил Илларионович Кутузов (Голенищев-Кутузов) (1745—1813)                                           | Французская Полинезия                      |
| 18 | Атолл Кутузова (Утирик)                                              | Цепь Ратак, Маршалловы острова 11°20′ с. ш. 169°59′ в. д.)                                                  | 21 мая 1816, О. Е. Коцебу, бриг «Рюрик»                 | Генерал-фельдмаршал князь Михаил Илларионович Кутузов (Голенищев-Кутузов) (1745—1813)                                           | Республика Маршалловы Острова              |
| 19 | Атолл Лазарева (Матахива)                                            | Острова Россиян 14°56′ ю. ш. 148°38′ з. д.                                                                  | 1820, Экспедиция Беллинсгаузена и Лазарева              | Командир шлюпа «Мирный» лейтенант Михаил Петрович Лазарев (1788—1851).                                                          | Французская Полинезия                      |
| 20 | Остров Лебедева (Адмосин)                                            | Архипелаг Довольных Людей в архипелаге Бисмарка, у побережья острова Новая Гвинея 5°05′ ю. ш. 145°49′ в. д. | 1883, В. В. Благодарев, «Скобелев»                      | Член экипажа мичман Василий Иванович Лебедев (1861—1891)                                                                        | Папуа — Новая Гвинея                       |
| 21 | Остров Лисянского (Папаапохо)                                        | Подветренные Гавайские острова, Гавайские острова 26°00′ с. ш. 174°01′ з. д.                                | 1805, Ю. Ф. Лисянский шлюп «Нева»                       | Командир шлюпа «Нева» капитан-лейтенант Ю. Ф. Лисянский (1773—1837)                                                             | Штат Гавайи, США                           |
| 22 | Остров Литке (Восточный Фаю)                                         | Каролинские острова 8°35′ с. ш. 151°22′ в. д.                                                               | 1828, Ф. П. Литке, шлюп «Сенявин»                       | Командир шлюпа «Сенявин» Фёдор Петрович Литке (1797—1882)                                                                       | Штат Трук, Федеративные Штаты Микронезии   |
| 23 | Атолл Меншикова (Кваджалейн)                                         | Цепь Ратак, Маршалловы острова 9°10′ с. ш. 167°25′ в. д.                                                    | 1829, Л. А. Гагемейстер                                 | Вице-адмирал светлейший князь Александр Сергеевич Меншиков (1787—1869)                                                          | Республика Маршалловы Острова              |
| 24 | Атолл Милорадовича (Фааите)                                          | Острова Россиян 16°45′ ю. ш. 145°15′ з. д.                                                                  | 29 июля 1820, Экспедиция Беллинсгаузена и Лазарева      | Генерал от инфантерии граф Михаил Андреевич Милорадович (1771—1825)                                                             | Французская Полинезия                      |
| 25 | Остров (атолл) Михайлова (Тувана-Ира, Тувана-и-Ра)                   | Острова Лау, к востоку от моря Коро 21°02′ ю. ш. 178°45′ з. д.                                              | 1820, Экспедиция Беллинсгаузена и Лазарева              | Участник экспедиции, академик и художник Павел Николаевич Михайлов (1786—1840)                                                  | Фиджи                                      |
| 26 | Атолл Моллера (Аману)                                                | Острова Россиян 17°45′ ю. ш. 140°50′ з. д.                                                                  | 20 июля 1820, Экспедиция Беллинсгаузена и Лазарева      | Контр-адмирал Антон Васильевич фон Моллер (1764—1848)                                                                           | Французская Полинезия                      |
| 27 | Риф Нева                                                             | Подветренные Гавайские острова, Гавайские острова 26°01′ с. ш. 173°59′ в. д.                                | 1804, Ю. Ф. Лисянский, «Нева»                           | Корабль экспедиции шлюп «Нева»                                                                                                  | Штат Гавайи, США                           |
| 28 | Атолл Нигери (Нихиру)                                                | Острова Россиян 16°42′ ю. ш. 142°50′ з. д.                                                                  | 25 июля 1820 Экспедиция Беллинсгаузена и Лазарева       | | Французская Полинезия                      |
| 29 | Атолл Остен-Сакена (Катиу)                                           | Острова Россиян 16°25′ ю. ш. 144°20′ з. д.                                                                  | 15 [27] июля 1820, Экспедиция Беллинсгаузена и Лазарева | Генерал от инфантерии барон Фабиан Вильгельмович Остен-Сакен (1752—1837)                                                        | Французская Полинезия                      |
| 30 | Остров Понафиндина или Панафидина (Торисима)                         | Острова Идзу, Острова Нампо 30°29′ с. ш. 140°19′ в. д.                                                      | 1820, З. И. Понафиндин (или Панафиндин), «Бородино»     | Лейтенант Захар Иванович Понафиндин (или Панафиндин) (ум. 1830). Назван И. Ф. Крузенштерном.                                    | Япония                                     |
| 31 | Атолл Предприятие (Факахина)                                         | Острова Россиян 16°00′ ю. ш. 140°24′ з. д.                                                                  | 1824, О. Е. Коцебу, шлюп «Предприятие»                  | Корабль экспедиции шлюп «Предприятие»                                                                                           | Французская Полинезия                      |
| 32 | Острова Раевского (Тепото)                                           | Острова Россиян 16°45′ ю. ш. 144°20′ з. д.                                                                  | 15 [27] июля 1820, Экспедиция Беллинсгаузена и Лазарева | Генерал от кавалерии Николай Николаевич Раевский (1771—1829)                                                                    | Французская Полинезия.                     |
| 33 | Атолл Римского-Корсакова (Ронгелап)                                  | Цепь Ралик, Маршалловы Острова 11°20′ с. ш. 166°55′ в. д.                                                   | 18 октября 1825, О. Е. Коцебу, шлюп «Предприятие»       | Капитан-лейтенант Николай Петрович Римский-Корсаков (1793—1848)                                                                 | Республика Маршалловы Острова              |
| 34 | Атолл Румянцева (Вотье)                                              | Цепь Ратак, Маршалловы острова 9°24′ с. ш. 170°14′ в. д.                                                    | 4 января 1817, О. Е. Коцебу, бриг «Рюрик»               | Граф Николай Петрович Румянцев (1754—1826)                                                                                      | Республика Маршалловы Острова              |
| 35 | Остров Румянцева (Тикеи)                                             | Острова Россиян 14°52′ ю. ш. 144°35′ з. д.                                                                  | 20 апреля 1816, О. Е. Коцебу, бриг «Рюрик»              | Граф Николай Петрович Румянцев (1754—1826)                                                                                      | Французская Полинезия                      |
| 36 | Атолл Рюрик (Арутуа)                                                 | Острова Россиян 15°10′ ю. ш. 146°50′ з. д.                                                                  | 23 апреля 1816, О. Е. Коцебу, бриг «Рюрик»              | Корабль экспедиции бриг «Рюрик» (назван в честь князя Рюрика)                                                                   | Французская Полинезия                      |
| 37 | Риф Рюрика                                                           | Тасманово море 44°00′ ю. ш. 147°40′ в. д.                                                                   | 1821, Е. А. Клочков, бриг «Рюрик»                       | Корабль экспедиции бриг «Рюрик» (назван в честь Рюрика)                                                                         |                                            |
| 38 | Атолл князя Салтыкова (Темо)                                         | Цепь Ратак, Маршалловы острова                                                                              | начало 1817, О. Е. Коцебу, бриг «Рюрик»                 | Светлейший князь Николая Иванович Салтыков (1736—1816)                                                                          | Республика Маршалловы Острова              |
| 39 | Остров Северный Бородино (Китадайто)                                 | Острова Дайто 25°57′ с. ш. 131°18′ в. д.                                                                    | 1820, З. И. Панафидин, «Бородино»                       | Корабль экспедиции «Бородино» (назван в честь Бородинской битвы 26 августа 1812 года).                                          | Япония                                     |
| 40 | Острова Сенявина                                                     | Каролинские острова 6°55′ с. ш. 158°05′ в. д.                                                               | 1828, Ф. П. Литке, шлюп «Сенявин»                       | Корабль экспедиции шлюп «Сенявин» (назван в честь адмирала Дмитрия Николаевича Сенявина (1763—1831))                            | Штат Понпеи, Федеративные Штаты Микронезии |
| 41 | Остров (атолл) Симонова (Тувана-Итоло, Тувана-и-Толо, Тувана-и-Коло) | Острова Лау, к востоку от моря Коро 21°03′ ю. ш. 178°43′ з. д.                                              | 1820, Экспедиция Беллинсгаузена и Лазарева              | Участник экспедиции астроном профессор Иван Михайлович Симонов (1794—1855)                                                      | Фиджи                                      |
| 42 | Атолл Спиридова (Такапото)                                           | Острова Кинг-Джордж в архипелаге Острова Россиян 14°45′ ю. ш. 145°10′ з. д.                                 | 22 апреля 1816, О. Е. Коцебу, бриг «Рюрик»              | Адмирал Григорий Андреевич Спиридов (1713—1790)                                                                                 | Французская Полинезия                      |
| 43 | Атолл Суворова (Така)                                                | Цепь Ратак, Маршалловы острова 11°09′ с. ш. 169°37′ в. д.                                                   | 21 мая 1816, О. Е. Коцебу, бриг «Рюрик»                 | Генералиссимус князь Александр Васильевич Суворов (1730—1800)                                                                   | Республика Маршалловы Острова              |
| 44 | Атолл Суворова                                                       | Северная группа островов Кука 13°10′ ю. ш. 163°10′ з. д.                                                    | 17 сентября 1814, М. П. Лазарев, корабль «Суворов»      | Корабль экспедиции «Суворов» (назван в честь А. В. Суворова)                                                                    | Острова Кука                               |
| 45 | Атолл Траверсе (Аур)                                                 | Цепь Ратак, Маршалловы Острова 8°15′ с. ш. 171°10′ в. д.                                                    | середина февраля 1817 О. Е. Коцебу, бриг «Рюрик»        | Управляющий Морским министерством адмирал Иван Иванович (Жан-Франсуа) де Траверсе (1750—1831)                                   | Республика Маршалловы Острова              |
| 46 | Атолл Чичагова (Таханеа)                                             | Острова Россиян 16°50′ ю. ш. 144°45′ з. д.                                                                  | 28 июля 1820, Экспедиция Беллинсгаузена и Лазарева      | Адмирал Павел Васильевич Чичагов (1767—1849)                                                                                    | Французская Полинезия                      |
| 47 | Атолл Чичагова (Эрикуб)                                              | Цепь Ратак, Маршалловы острова 9°05′ с. ш. 170°00′ в. д.                                                    | 7 февраля 1817, О. Е. Коцебу, бриг «Рюрика»             | Адмирал Павел Васильевич Чичагов (1767—1849)                                                                                    | Республика Маршалловы Острова              |
| 48 | Атолл Шанца (Вото)                                                   | Цепь Ралик, Маршалловы острова 10°11′ с. ш. 165°55′ в. д.                                                   | 1835, И. И. фон Шанц, транспорт «Америка»               | Командир корабля капитан-лейтенант Иван Иванович фон Шанц (1802—1879). В атласе адмирала Крузенштерна назван «островами Шанца». | Республика Маршалловы Острова              |
| 49 | Атолл Эшшольца (Бикини)                                              | Цепь Ралик, Маршалловы острова 11°35′ с. ш. 165°30′ в. д.                                                   | 18 октября 1825, О. Е. Коцебу, шлюп «Предприятие»       | Участник экспедиции врач и натуралист Иван Фридрихович (Иоганн-Фридрих) Эшшольц (1793—1831)                                     | Республика Маршалловы Острова              |
| 50 | Остров Южный Бородино (Минамидайто)                                  | Острова Дайто 25°49′ с. ш. 131°14′ в. д.                                                                    | 1820, З. И. Панафиндин, «Бородино»                      | Корабль экспедиции «Бородино» (назван в честь Бородинской битвы 26 августа 1812 года).                                          | Япония                                     |

### Острова и атолл, нанесённые на карту в Океании
| # | Название                 | Положение                                                                                                   | Когда и кем нанесён на карту       | Назван в честь | Современная принадлежность |
| - | ------------------------ | --- | ---------------------------------- | --- | -------------------------- |
| 1 | Остров Азбелева          | Архипелаг Довольных Людей в архипелаге Бисмарка, у побережья острова Новая Гвинея 5°06′ ю. ш. 145°49′ в. д. | 1883, В. В. Благодарев, «Скобелев» | Член экипажа мичман Иван Павлович Азбелев (1862—1931)                                                                 | Папуа — Новая Гвинея.      |
| 2 | Атолл Коцебу (Аратика)   | Острова Россиян 15°30′ ю. ш. 145°30′ з. д.                                                                  | 1816, О. Е. Коцебу, бриг «Рюрик»   | Отто Евстафьевич Коцебу (1788—1846).                                                                                  | Французская Полинезия      |
| 3 | Остров Плансона (Улимал) | Архипелаг Довольных Людей в архипелаге Бисмарка, у побережья острова Новая Гвинея 5°06′ ю. ш. 145°50′ в. д. | 1883, В. В. Благодарев, «Скобелев» | Член экипажа прапорщик корпуса флотских штурманов Константин Антонович Плансон (1861—1921)                            | Папуа — Новая Гвинея       |
| 4 | Остров Скобелев (Сек)    | Архипелаг Довольных Людей в архипелаге Бисмарка, у побережья острова Новая Гвинея 5°05′ ю. ш. 145°50′ в. д. | 1883, В. В. Благодарев, «Скобелев» | Корабль экспедиции корвет «Скобелев» (назван в честь генерала от инфантерии Михаила Дмитриевича Скобелева (1843—1882) | Папуа — Новая Гвинея       |
| 5 | Остров Смирнова (Мегас)  | Архипелаг Довольных Людей в архипелаге Бисмарка, у побережья острова Новая Гвинея 5°05′ ю. ш. 145°50′ в. д. | 1883, В. В. Благодарев, «Скобелев» | Член экипажа мичман Владимир Васильевич Смирнов (1856 — не ранее 1918)                                                | Папуа — Новая Гвинея       |

## Антарктика

### Острова, открытые в Антарктике
| #  | Название                                    | Положение                                                                       | Когда и кем открыт                                       | Назван в честь | Современная принадлежность |
| -- | ------------------------------------------- | ------------------------------------------------------------------------------- | -------------------------------------------------------- | --- | --- |
| 1  | Остров Анненкова                            | Море Скоша, у южного побережья острова Южная Георгия 54°30′ ю. ш. 37°03′ з. д.) | 1819, Экспедиция Беллинсгаузена и Лазарева               | Член экипажа шлюпа «Мирный» лейтенант Михаил Дмитриевич Анненков (1794—1839) | Южная Георгия и Южные Сандвичевы Острова, Великобритания (оспаривается Аргентиной (провинция Огненная Земля, Антарктида и острова Южной Атлантики))                              |
| 2  | Остров Беллинсгаузена                       | Группа Саутерн-Туле в Южных Сандвичевых островах 59°25′ ю. ш. 27°03′ в. д.)     | 1820, Экспедиция Беллинсгаузена и Лазарева               | Руководитель экспедиции и командир шлюпа «Восток» Фаддей Фаддеевич Беллинсгаузен (1778—1852). Назван в 1930 году английским комитетом Дискавери-II.                              | Южная Георгия и Южные Сандвичевы Острова, Великобритания (оспаривается Аргентиной (провинция Огненная Земля, Антарктида и острова Южной Атлантики))                              |
| 3  | Остров Завадовского                         | Архипелаг Траверсе в Южных Сандвичевых островах 56°20′ ю. ш. 27°35′ в. д.)      | 1820, Экспедиция Беллинсгаузена и Лазарева               | Старший офицер шлюпа «Восток» капитан-лейтенант Иван Иванович Завадовский (1780—1837)                                                                                            | Южная Георгия и Южные Сандвичевы Острова, Великобритания (оспаривается Аргентиной (провинция Огненная Земля, Антарктида и острова Южной Атлантики))                              |
| 4  | Земля (берег) Александра I                  | Море Беллинсгаузена у Антарктического полуострова 71°30′ ю. ш. 71°00′ з. д.)    | 15 января 1821, Экспедиция Беллинсгаузена и Лазарева     | Император Александр I | Британская антарктическая территория, Великобритания / провинция Антарктика-Чилена, Чили / провинция Огненная Земля, Антарктида и острова Южной Атлантики, Аргентина (претензии) |
| 5  | Остров Лескова                              | Архипелаг Траверсе в Южных Сандвичевых островах 56°40′ ю. ш. 28°12′ з. д.)      | 1820, Экспедиция Беллинсгаузена и Лазарева               | Член экипажа шлюпа «Восток» лейтенант Аркадий Сергеевич Лесков (1796(1797) — не ранее1858)                                                                                       | Южная Георгия и Южные Сандвичевы Острова, Великобритания (оспаривается Аргентиной (провинция Огненная Земля, Антарктида и острова Южной Атлантики))                              |
| 6  | Остров Михайлова (Корнуоллис, Корнуэллс)    | Северная группа Южных Шетландских островов 61°03′ ю. ш. 54°30′ з. д.)           | 1821, Экспедиция Беллинсгаузена и Лазарева               | Василий Максимович Михайлов (1773—1825) | Британская антарктическая территория, Великобритания (оспаривается Аргентиной (провинция Огненная Земля, Антарктида и острова Южной Атлантики)) (претензия)                      |
| 7  | Остров Мордвинова (Элефант)                 | Северная группа Южных Шетландских островов 61°10′ ю. ш. 55°15′ з. д.)           | 1821, Экспедиция Беллинсгаузена и Лазарева               | Адмирал Николай Семёнович Мордвинов (1754—1845) | Британская антарктическая территория, Великобритания (оспаривается Аргентиной (провинция Огненная Земля, Антарктида и острова Южной Атлантики)) (претензия)                      |
| 8  | Остров Петра I                              | Море Беллинсгаузена 68°50′ ю. ш. 90°30′ з. д.)                                  | 11 января 1821, Экспедиция Беллинсгаузена и Лазарева     | Император Пётр I | Норвегия (претензия) |
| 9  | Остров Рожнова (Гиббс)                      | Северная группа Южных Шетландских островов 61°30′ ю. ш. 55°30′ з. д.)           | 1821, Экспедиция Беллинсгаузена и Лазарева               | Адмирал Пётр Михайлович Рожнов (1763—1839) | Британская антарктическая территория, Великобритания (оспаривается Аргентиной (провинция Огненная Земля, Антарктида и острова Южной Атлантики)) (претензия)                      |
| 10 | Остров Торсона (Высокий)                    | Архипелаг Траверсе в Южных Сандвичевых островах 56°42′ ю. ш. 27°12′ в. д.)      | декабрь 1819, Экспедиция Беллинсгаузена и Лазарева       | Член экипажа шлюпа «Восток» лейтенант Константин Петрович Торсон (1793—1851), впоследствии декабрист. После восстания декабристов остров был переименован Ф. Ф. Беллинсгаузеном. | Южная Георгия и Южные Сандвичевы Острова, Великобритания (оспаривается Аргентиной (провинция Огненная Земля, Антарктида и острова Южной Атлантики))                              |
| 11 | Острова Траверсе (де Траверсе               | Южные Сандвичевы острова 56°33′ ю. ш. 27°40′ в. д.)                             | 22-23 декабря 1819, Экспедиция Беллинсгаузена и Лазарева | Управляющий Морским министерством адмирал Иван Иванович (Жан-Франсуа) де Траверсе (1750—1831)                                                                                    | Южная Георгия и Южные Сандвичевы Острова, Великобритания (оспаривается Аргентиной (провинция Огненная Земля, Антарктида и острова Южной Атлантики))                              |
| 12 | Острова Три Брата (Эспланд, О’Брайен и Эди) | Северная группа Южных Шетландских островов                                      | 1821, Экспедиция Беллинсгаузена и Лазарева               | По количеству входящих в группу островков. | Британская антарктическая территория, Великобритания (оспаривается Аргентиной (провинция Огненная Земля, Антарктида и острова Южной Атлантики)) (претензия)                      |
| 13 | Остров Шишкова (Кларенс)                    | Северная группа Южных Шетландских островов 60°15′ ю. ш. 54°06′ з. д.)           | 1821, Экспедиция Беллинсгаузена и Лазарева               | Вице-адмирал Александр Семёнович Шишков (1754—1841) | Британская антарктическая территория, Великобритания (оспаривается Аргентиной (провинция Огненная Земля, Антарктида и острова Южной Атлантики)) (претензия)                      |

### Острова, нанесённые на карту в Антарктике
| # | Название               | Положение                                                          | Когда и кем нанесён на карту               | Назван в честь                                                              | Современная принадлежность |
| - | ---------------------- | ------------------------------------------------------------------ | ------------------------------------------ | --------------------------------------------------------------------------- | --- |
| 1 | Гринвич (Березина)     | Южная группа Южных Шетландских островов 62°30′ ю. ш. 59°50′ з. д.) | 1821, Экспедиция Беллинсгаузена и Лазарева | Сражение на Березине 26-29 ноября 1812 года.                                | Британская антарктическая территория, Великобритания (оспаривается Аргентиной (провинция Огненная Земля, Антарктида и острова Южной Атлантики)) (претензия) |
| 2 | Смит (Бородино)        | Южная группа Южных Шетландских островов 62°57′ ю. ш. 62°30′ з. д.) | 1821, Экспедиция Беллинсгаузена и Лазарева | Бородинское сражение 26 августа 1812 года.                                  | Британская антарктическая территория, Великобритания (оспаривается Аргентиной (провинция Огненная Земля, Антарктида и острова Южной Атлантики)) (претензия) |
| 3 | Кинг-Джордж (Ватерлоо) | Южная группа Южных Шетландских островов 62°02′ ю. ш. 58°21′ з. д.) | 1821, Экспедиция Беллинсгаузена и Лазарева | Битва при Ватерлоо 18 июня 1815 года.                                       | Британская антарктическая территория, Великобритания (оспаривается Аргентиной (провинция Огненная Земля, Антарктида и острова Южной Атлантики)) (претензия) |
| 4 | Нельсон (Лейпциг)      | Южная группа Южных Шетландских островов 62°00′ ю. ш. 59°00′ з. д.) | 1821, Экспедиция Беллинсгаузена и Лазарева | Битва под Лейпцигом 16-19 октября 1813 года.                                | Британская антарктическая территория, Великобритания (оспаривается Аргентиной (провинция Огненная Земля, Антарктида и острова Южной Атлантики)) (претензия) |
| 5 | Сноу (Малый Ярославец) | Южная группа Южных Шетландских островов 62°45′ ю. ш. 61°20′ з. д.) | 1821, Экспедиция Беллинсгаузена и Лазарева | Сражение под Малоярославцем 12 октября 1812 года.                           | Британская антарктическая территория, Великобритания (оспаривается Аргентиной (провинция Огненная Земля, Антарктида и острова Южной Атлантики)) (претензия) |
| 6 | Роберт (Полоцк)        | Южная группа Южных Шетландских островов 62°25′ ю. ш. 59°30′ з. д.) | 1821, Экспедиция Беллинсгаузена и Лазарева | Первое 17-18 августа и Второе сражение под Полоцком 18-20 октября 1812 года | Британская антарктическая территория, Великобритания (оспаривается Аргентиной (провинция Огненная Земля, Антарктида и острова Южной Атлантики)) (претензия) |
| 7 | Ливингстон (Смоленск)  | Южная группа Южных Шетландских островов 62°34′ ю. ш. 60°30′ з. д.) | 1821, Экспедиция Беллинсгаузена и Лазарева | Смоленское сражение 16-17 августа 1812 года.                                | Британская антарктическая территория, Великобритания (оспаривается Аргентиной (провинция Огненная Земля, Антарктида и острова Южной Атлантики)) (претензия) |
| 8 | Десепшен (Тейля)       | Южная группа Южных Шетландских островов 62°55′ ю. ш. 60°38′ з. д.) | 1821, Экспедиция Беллинсгаузена и Лазарева | Русский посланник в Бразилии барон Фёдор Васильевич Тейль (1772—1826)       | Британская антарктическая территория, Великобритания (оспаривается Аргентиной (провинция Огненная Земля, Антарктида и острова Южной Атлантики)) (претензия) |

## Виртуальное государство
Созданное А. А. Баковым 20 июля 2011 года виртуальное государство Российская империя объявила свои претензии на 16 из указанных островов и атоллов (в алфавитном порядке — атолл Беллинсгаузена, атолл Бикини, остров Бородино Северный, остров Бородино Южный, атолл Восток, остров Высокий, остров Заводовского, остров Лескова, остров Лисянского, остров Панафидина, остров Петра Первого, атолл Суворова, атолл Така, атолл Туанаки (острова Раевского), остров Хити (острова Раевского), атолл Эрикуб), не считая претензии на всю Антарктиду.
Первоначально, перечень земель, на которые претендовало это виртуальное государство, содержалось в части I статьи 2 Конституции Российской Империя, но в новой редакции Конституции 2013 года он уже отсутствовал.